# Azul patentado V

Estructura química.

El azul patentado V es un colorante alimentario denominado según los códigos alimentarios de la Unión Europea E-131, también llamado azul patentado 5 o azul de sulfán, es de origen azoico sintético, muy soluble en agua que se utiliza generalmente como colorante alimentario azul verdoso, aunque también es usado en medicina para la detección del ganglio centinela. 

## Efectos en el organismo
Su consumo debe reducirse como máximo a 15 mg por cada kg de peso corporal al día. En caso de ingestas superiores, pueden producirse reacciones alérgicas debidas al acoplamiento del colorante a las proteínas corporales. También puede actuar como un liberador de histamina.

## Datos técnicos
- C.I.N.º: 42051
- Cód.CEE: E131
- C.I.Food: Food Blue 005